# هیکلینگ، نورفک
هیکلینگ (به انگلیسی: Hickling) یک روستا و محله مدنی در بریتانیا است که در North Norfolk واقع شده‌است. هیکلینگ ۹۳۵ نفر جمعیت دارد.